# Teinobasis fulgens
Teinobasis fulgens – gatunek ważki z rodziny łątkowatych (Coenagrionidae).